# Vojvoda Cambridgea
Ovo je članak o naslovu. Za trenutačnog nositelja naslova vidi princ Vilim, vojvoda Cambridgea.
Vojvoda Cambridgea (engl. Duke of Cambridge), naslov nazvan prema gradu Cambridgeu u Engleskoj koja je nekoliko puta bila dodijeljena mnogim članovima britanske kraljevske obitelji. Prvi put je rabljena pri designaciji Karla Stuarta (1660. – 1661.), najstarijeg sina Jakova, vojvode Yorka (poslije Jakova II.) iako on nikad nije proglašen vojvodom Cambridgea. Naslov je posljednji put dodijeljena princu Vilimu Velškom 29. travnja 2011.

## Više informacija
- osobna kanadska zastava vojvode Cambridgea